# معركة فيلير-بوكاج
معركة فيلير-بوكاج وقعت خلال الحرب العالمية الثانية في 13 يونيو 1944، بعد أسبوع واحد من عمليات الإنزال في نورماندي، التي كانت قد بدأت في غزو الحلفاء الغربيين لفرنسا التي تحتلها ألمانيا. كانت المعركة نتيجة لمحاولة بريطانية لتحسين موقفهم من خلال استغلال فجوة في الدفاعات الألمانية غرب مدينة كاين. بعد يوم واحد من القتال داخل وحول بلدة فيلرز بوكاج، كالفادوس الصغيرة ويوم ثان للدفاع عن موقع خارج المدينة، أنحسرت القوات البريطانية.
اعتبر الحلفاء والألمان السيطرة على كاين أمرًا حيويًا لمعركة نورماندي. في الأيام التي تلت هبوط إنزال النورماندي في 6 يونيو، أسس الألمان بسرعة دفاعات قوية أمام المدينة. في 9 يونيو، صدت محاولة بريطانية ذات شقين لإحاطة كاين والسيطرة عليها. على الجانب الأيمن من الجيش البريطاني الثاني، أجبرت فرقة المشاة الأمريكية الأولى على عودة فرقة المشاة 352 الألمانية وفتحت فجوة في الخط الأمامي الألماني. واغتنمت الفرصة لتجاوز الفرقة الألمانية بانزر ليهر التي تسد الطريق المباشر جنوبًا في منطقة تيلي سور سول، وهي قوة مختلطة من الدبابات والمشاة والمدفعية، بناءً على اللواء المدرع الثاني والعشرين من الفرقة المدرعة السابعة، التي تقدمت من خلال الفجوة في المناورة المرافقة تجاه فيلرز بوكاج. كان القادة البريطانيون يأملون في أن يؤدي ظهور قوة قوية في مؤخرتهم إلى إجبار فرقة بانزر ليهر على الانسحاب أو التطويق.
تحت قيادة العميد ويليام «لونى» هند، وصلت مجموعة اللواء المدرع الثاني والعشرون إلى فيلرز بوكاج دون وقوع حوادث خطيرة صباح 13 يونيو. تقدمت قوات النخبة شرقاً من المدينة على طريق كاين إلى النقطة 213، حيث نصبوا كمين لدبابات النمر الأول من كتيبة الدبابات الثقيلة إس إس 101. في أقل من 15 دقيقة، تم تدمير العديد من الدبابات والمدافع المضادة للدبابات ومركبات النقل، والعديد من قبل إس إس - اوبرستورموهر ميشائل فيتمان. ثم هاجم الألمان البلدة وتم صدهم، وفقدوا العديد من دبابات النمر 1 وبانزر الرابعة. بعد ست ساعات، أمر هايند بانسحاب إلى موقع أكثر قابلية للدفاع على الربوة غرب فيلير-بوكاج. في اليوم التالي هاجم الألمان اللواء، الذي تم وضعه للدفاع الشامل، في معركة الجزيرة. تسبب صد البريطانيون للألمان بخسائر فادحة واختبئو في نتوءات وممرات وجيوب.

## ما بعد

### اصابات
مصادر متناقضة تجعل من الصعب تحديد أرقام الضحايا. عانت مجموعة اللواء المدرع 22 من حوالي 217 رجلًا قتلوا وجرحوا وفُقدوا، تم أسر العديد منهم عند النقطة 213.  هذا الرقم يشمل خمسة من رجال البندقية الذين تم القبض عليهم ولكن بعد ذلك أطلقوا النار عليهم من قبل حراسهم، على ما يبدو محاولين الفرار، عندما اختبأوا بشكل تلقائي في حفرة تحت نيران المدفعية الأمريكية.  خسر البريطانيون من 23–27 tanks, أكثر من نصفها في النقطة 213، حيث فقدت سرب CLY الرابع 15 دبابة.   كان فرقة بانزر ليهر وفرقة بانزر الثاني قيد العمل في مكان آخر في 13 يونيو ولم يحسبوا الخسائر في Villers-Bocage بشكل منفصل عن خسائر اليوم.

## تحليل

### ويتمان

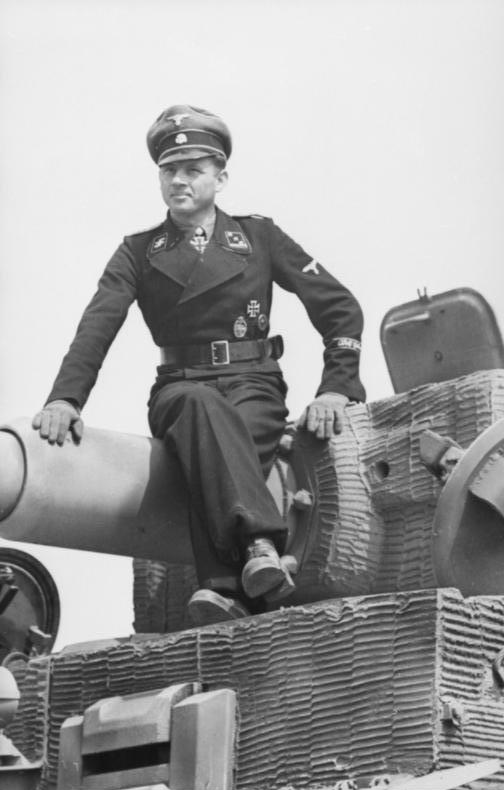
German tank commander Michael Wittman, photographed one month prior to Operation Overlord

في عام 2007، كتب ستيفن بادسي أن مشاركة ويتمان في رأس الحربة لمجموعة اللواء المدرع الثاني والعشرين طغت على الفترة بين إنزال النورمندي و13 يونيو في الحسابات التاريخية.  كتب كارلو ديستي أن هجوم ويتمان كان «واحدًا من أروع الاشتباكات في تاريخ الحرب المدرعة»، ووصفه ماكس هاستينغز بأنه «واحد من أكثر أعمال الحرب الفردية تدميراً» وكتب أنتوني بيفور أنها كانت «واحدة من أكثر الكمائن تدميرًا في التاريخ العسكري البريطاني».    عزا هوبير ماير فشل عملية الفرخ إلى «شجاعة ويتمان وقدراته التكتيكية والتقنية و [...] الشجاعة والخبرة والصداقة التي قام بها طاقم بانزر».  هنري ماري الهجوم بأنه «حافز اللحظة»، الذي أظهر إدراك ويتمان السريع لإمكانية مفاجأة البريطانيين لكنه وصف الحركة بأنها حمقاء وأن المؤرخين الآخرين قد نجوا من كمين ويتمان. 

## الحواشي
1. ↑  Hastings 1950، صفحة 352.
2. 1 2 3 4  Taylor 1999، صفحة 85.
3. 1 2 3  D'Este 2004، صفحة 182.
4. ↑  Delaforce 2003، صفحة 39.
5. 1 2  Marie 2004.
6. 1 2  Taylor 1999.
7. ↑  Taylor 1999، صفحة 76.
8. 1 2  Ellis et al. 2004، صفحة 254.
9. 1 2  Delaforce 2003، صفحة 38.
10. ↑  Forty 2004، صفحة 78.
11. 1 2 3  Marie 2004، صفحة 127.
12. ↑  Reynolds 2001، صفحة 105.
13. ↑  Buckley 2007.
14. ↑  Hastings 1999.
15. ↑  D'Este 2004.
16. ↑  Beevor 2009.
17. ↑  Meyer 2005.